# Agrostis diegoensis
Agrostis diegoensis é uma espécie de gramínea do gênero Agrostis, pertencente à família Poaceae.